# 陳海兒
陳海兒（英語：Hedy Chan Hoi Yi，1996年12月8日—），藝名海兒，香港女高音聲樂演唱家，英皇娛樂藝人。師承資深女高音阮妙芬及女中音Sally Burgess。

## 簡歷
陳海兒出身於一個基督教家庭，早年主要在西貢區清水灣至將軍澳一帶成長，曾移居沙田1年，有1名胞姊。她就讀德望學校（2008年入讀中一年級），在校時曾參加學界跳高賽事。小時候被父母安排參與奧林匹克數學、辯論、話劇、朗誦、唱歌（10歲開始）、田徑（跳高及跳遠，因初中時經歷了腰部骨折傷患而沒有繼續向體育界發展）、學習法語等活動。3歲開始學習彈鋼琴。13歲時考獲皇家音樂學院八級鋼琴考試及八級聲樂考試優異（Distinction）成績。14歲於第11屆香港（亞太區）鋼琴大賽贏得冠軍，又於多屆香港校際音樂節中獲得超過十次冠軍，獲頒發費明儀女士聲樂獎學金、費明儀女士歌劇獎學金以及香港賽馬會音樂及舞蹈信託基金 2021-22 獎學金，更成為其協會成員。
中學畢業前，陳海兒先入讀香港李寶椿聯合世界書院（2012年至2014年），畢業後再升讀香港演藝學院音樂系，期間曾獲頒梁思豪獎學金，聶明康紀念獎學金及威爾斯男聲合唱團獎學金。其後，陳海兒負笈英國，先後於倫敦皇家音樂學院及皇家威爾斯音樂和戲劇學院修讀碩士學位。
海兒在個人社交平台時常分享有關歌劇音樂學習和國際演出過程，於多個音樂比賽和音樂節中獲得多個獎項，因此開始備受關注，被多間報章媒體廣泛報導及訪問。陳海兒曾經演唱歌劇角色包括《修女安潔莉卡》的頭銜角色修女安潔莉卡、《霍夫曼嘅故事》古麗葉塔及《魔笛》帕米娜；歌劇選段角色包括《波希米亞人》穆塞塔、《女人皆如此》費奧迪麗姬、《卡門》米凱拉、《唐·喬望尼》安娜及《愛情靈藥》阿蒂娜。陳氏常參與大師班的演出，當中包括著名美籍女高音歌唱家Renée Fleming、Eduardo Chama、Nelly Miricioiu、Michael Chance 及 Joy Mammen。
2024年被英皇娛樂發掘成為樂壇新人。。她同年為無綫電視歌唱比賽節目《中年好聲音3》擔任評審。

## 演出

### 電視節目（無綫電視）
- 2024年：中年好聲音3 （評審）

### 網絡節目
- 2025年至今：《恨駕女團》（主持）[20]

### MV
- 2025年：古巨基 x 程人富《任K房流淚》[21]

### 歌劇／舞台劇
- 2017年：香港演藝學院 — 浦契尼兩部獨幕歌劇：《修女安潔莉卡》、《奪產記》[22]
- 2019年：35周年香港演藝學院節呈獻：《魔笛》[23]
- 2025年：《三·八》

## 外部連結
- 陳海兒個人官方網站
- YouTube上的陳海兒頻道
- 陳海兒的Instagram帳戶
- 陳海兒的Threads